# La Norville
La Norville  [la noʁvil] je francouzské město v departementu Essonne, v regionu Île-de-France, 30 kilometrů jihozápadně od Paříže.

## Geografie
Sousední obce: Arpajon, Saint-Germain-lès-Arpajon, Brétigny-sur-Orge, Avrainville, Guibeville a Marolles-en-Hurepoix.

## Vývoj počtu obyvatel
Počet obyvatel

## Doprava
Obec je dosažitelná linkou RER C.

## Památky
- kostel Saint-Denis ze 13. století